# Tresor Records
Tresor Records ist das hauseigene Plattenlabel des Tresor Club in Berlin und eines der größten unabhängigen Labels Deutschlands. Es hat vor allem Künstlern aus Detroit (wie Jeff Mills, Robert Hood und Blake Baxter) eine Plattform geboten und war so maßgeblich an der Entwicklung von Detroit Techno beteiligt.
Nach dem Erfolg des Clubs und dem Erfolg der Tresor Compilation lag es nahe, ein eigenes Label zu gründen. Im Sommer 1991 veröffentlichte Tresor Records als Sublabel von Interfish Records die erste Schallplatte: Sonic Destroyer von Underground Resistance.
Während in den ersten Jahren vor allem die Verbindung zwischen der Techno-Szene Deutschland und USA zum Zug kam, hielten in den Jahren 1995 und 1996 auch vermehrt englische Produzenten Einzug in das musikalische Programm von Tresor Records: Cristian Vogel, Neil Landstrumm und Tobias Schmidt.
1998 erschien die hundertste Veröffentlichung.

## Diskografie
- Tresor   1: X-101: X-101 (12"/CD)
- Tresor   2: Dream Sequence feat. Blake Baxter – Dream Sequence (12"/  CD)
- Tresor   3: Eddie Flashin’ Fowlkes & 3MB – 3MB featuring Eddie Flashin' Fowlkes (2x12"/CD)
- Tresor   4: X-102: Discovers The Rings Of Saturn (2x12"/CD)
- Tresor   5: Ingator II – Skyscratch (Mano Mano) (12"/CD)
- Tresor   6: 3 Phase Feat. Dr. Motte – Der Klang Der Familie (12"/CD)
- Tresor   7: Blake Baxter & Eddie Flashin’ Fowlkes – The Project (2x12"/CD)
- Tresor   8: Eddie Flashin’ Fowlkes & 3MB – The Birth Of Technosoul (2x12"/CD)
- Tresor   9: 3MB – 3MB Feat. Magic Juan Atkins (2x12"/CD)
- Tresor  10: X-103: Thera EP (12")
- Tresor  11: Jeff Mills – Waveform transmission Vol. 1 (2x12"/CD)
- Tresor  11: Jeff Mills – Waveform transmission Vol. 1 (Mispress) (2x12")
- Tresor  12: X-103: Atlantis (2x12"/CD)
- Tresor  13: Various – Detroit Techno Soul EP (12")
- Tresor  14: Various – Detroit Techno Soul Compilation (CD)
- Tresor  15: Tomi D. – You Are An Angel / B Basic (12")
- Tresor  16: System 01: Mind Sensations (12"/CD)
- Tresor  17:  Vision, The – Waveform Transmission Vol. 2 (2x12"/CD)
- Tresor  18: TV Viktor  – Trancegarden:Invitation Vol. 1 (CD)
- Tresor  19: 3 Phase – Straight Road (12"/CD)
- Tresor  20: 3 Phase – Schlangenfarm (2x12"/CD)
- Tresor  21: Piers Headley – Music For Toilets (CD)
- Tresor  22: Cristian Vogel – Absolute Time (2x12"/CD)
- Tresor  23: Jeff Mills – The Extremist (12")
- Tresor  25: Jeff Mills – Waveform Transmission Vol. 3 (2x12"/CD)
- Tresor  26: System 01: Take My Soul (12"/CD)
- Tresor  27: Robert Hood – Internal Empire (2x12"/CD)
- Tresor  28: System 01: Drugs Work (2x12"/CD)
- Tresor  29: Dream Sequence Feat. Blake Baxter – Endless Reflection (2x12"/CD)
- Tresor  30: Bam Bam – Best Of Westbrook Classics (2x12"/CD)
- Tresor  31: Blake Baxter – Reach Out (12")
- Tresor  32: Robert Hood – Master Builder (12"/CD)
- Tresor  33: Joey Beltram – Game Form (12"/CD)
- Tresor  34: Joey Beltram – Places (2x12"/CD)
- Tresor  35: Various – Sirius (2x12"/CD)
- Tresor  36: Various – Magic Tracks Feat. Juan Atkins (12")
- Tresor  37: Gagarin Kongress – Astralleib (12")
- Tresor  38: Blake Baxter – Energizer (12")
- Tresor  39: Vigipirate – Boom EP (12")
- Tresor  40: Joey Beltram – Instant (12"/CD)
- Tresor  41: Bam Bam – The Strong Survive (12"/CD)
- Tresor  42: Bam Bam – The Strong Survive (2x12"/CD)
- Tresor  43: Various – 313 (12"/CD)
- Tresor  44: Cristian Vogel – Bite & Scratch (12")
- Tresor  45: Cristian Vogel – Body Mapping (2x12"/CD)
- Tresor  46:  Renee Feat.  Taj – When I Dream (12")
- Tresor  47: Eddie Flashin’ Fowlkes Groovin / C.B.R (12")
- Tresor  48:  Infiniti – The Infiniti Collection (12"/CD)
- Tresor  49: Eddie Flashin’ Fowlkes – Black Technosoul (CD)
- Tresor  50: Joey Beltram – Metro (12")
- Tresor  51: Blake Baxter – La La Song (12")
- Tresor  52:  Infiniti – Higher (12")
- Tresor  53: Neil Landstrumm – Understanding Disinformation (2x12"/CD)
- Tresor  54: Neil Landstrumm – Praline Horse (12")
- Tresor  55: Pacou – Reel Techno (12")
- Tresor  56: Holy Ghost – The Mind Control Of Candy Jones (2x12"/CD)
- Tresor  57: Scan 7 – Dark Territory (2x12"/CD)
- Tresor  58: Si Begg – Opus EP (12")
- Tresor  59: Tobias Schmidt – Is It Peace To Point The Gun? (12")
- Tresor  60: Blue Arsed Fly – Knackered EP (12")
- Tresor  61: Holy Ghost – Manchurian Candidate (12")
- Tresor  63: Various – Tresor IV – Solid (2x12"/CD)
- Tresor  64: Various – Tresor V (2x12"/CD)
- Tresor  65: Cristian Vogel – (Don't) Take More (12")
- Tresor  66: Cristian Vogel – All Music Has Come To An End (2x12"/CD)
- Tresor  67: Holy Ghost – Electra Spectre (12")
- Tresor  68: Pacou – Cortex Delay (12")
- Tresor  69: Pacou – Symbolic Language (2x12"/CD)
- Tresor  72: Surgeon – First (12")
- Tresor  73: Surgeon – Basictonalvocabulary (2x12"/CD)
- Tresor  74: Blake Baxter Sex Tech (12")
- Tresor  75:  Vice – The Pressure EP (12")
- Tresor  76: Jeff Mills – Waveform Transmission Vol. 3 (2x12"/CD)
- Tresor  77: Robert Hood – Internal Empire (2x12"/CD)
- Tresor  77: Robert Hood – Internal Empire (Mispress) (2x12")
- Tresor  78: Joey Beltram – Places (2x12"/CD)
- Tresor  81: Neil Landstrumm – Scandinavia Sessions (12")
- Tresor  82: Neil Landstrumm – Bedrooms And Cities (2x12"/CD)
- Tresor  82: Neil Landstrumm – Bedrooms And Cities (Mispress) (2x12")
- Tresor  83: Holy Ghost – Gone Fishin' (12")
- Tresor  84: Holy Ghost – The Art Lukm Suite (2x12"/CD)
- Tresor  85: Surgeon – Basictonal – Remake (12")
- Tresor  86: Tobias Schmidt – The Black Arts EP (12")
- Tresor  87:  DJ T-1000 – Jetset Lovelife (12")
- Tresor  88: Scan 7 – Beyond Sound (12")
- Tresor  89: Pacou – Symbolic Language (Remixes) (12")
- Tresor  90: Joey Beltram – Ball Park (12")
- Tresor  91: Chrislo – Hangars D'Orion (12")
- Tresor  91: Chrislo – Hangars D'Orion (Mispress) (12")
- Tresor  92: Chrislo – Low (2x12"/CD)
- Tresor  93: Various – Globus Mix Vol. 1 (CD)
- Tresor  94: Various – Headquarters (2x12"/CD)
- Tresor  95: Surgeon – Balance Remakes (12")
- Tresor  96: Surgeon – Balance (2x12"/CD)
- Tresor  97: Various – Tresor III Compilation (2x12"/CD)
- Tresor  98: Various – Globus Mix Vol. 2: A Decade Underground (CD)
- Tresor  99: Pacou – No Computer Involved (2x12"/CD)
- Tresor 100: Various – Tresor 100 (Tresor Compilation Vol. 6) (2x12")
- Tresor 101: Leo Laker – 6 A.M. (12")
- Tresor 102: Blake Baxter – Disko Tech EP (12")
- Tresor 103: Neil Landstrumm – Pro Audio (2x12"/CD)
- Tresor 104: Tobias Schmidt & Dave Tarrida – The Test (12")
- Tresor 105:  Infiniti – Skynet (2x12"/CD)
- Tresor 106: Advent, The – Sound Sketches (12")
- Tresor 107: Holy Ghost – Live In Amsterdam (12")
- Tresor 108: Joey Beltram – Game Form / Instant (12")
- Tresor 109: Various – Annex 2 (CD)
- Tresor 110: Cristian Vogel – Busca Invisibles (2x12"/CD)
- Tresor 111: Sender Berlin – Spektrum Weltweit (2x12"/CD)
- Tresor 112: Pacou – A Universal Movement (12")
- Tresor 113:  DisX3 – Brothers In Mind (12")
- Tresor 114:  Stewart S. Walker – Nothing Produces Stark Imagery (12")
- Tresor 115: Various – Globus Mix Vol. 3: Sturm Und Drang (CD)
- Tresor 116: Surgeon – Force + Form Remakes (12")
- Tresor 117: Surgeon – Force + Form (2x12"/CD)
- Tresor 118: Savvas Ysatis – Alright (12")
- Tresor 119: Leo Laker – Tontunmäki EP (12")
- Tresor 120: Cristian Vogel – General Arrepientase (12")
- Tresor 121: Scan 7 – Resurfaced (2x12"/CD)
- Tresor 122: Savvas Ysatis – Highrise (2xLP/CD)
- Tresor 123: Various – Tresor Compilation Vol. 7 (2x12"/CD)
- Tresor 124: The Advent – Sound Sketchez#2 (2x12")
- Tresor 125: Tobias Schmidt – Dark Of Heartness (2x12"/CD)
- Tresor 126: Dave Tarrida Postmortem Pop (12")
- Tresor 127:  Vice – Trojan Horse EP (12")
- Tresor 128:  DJ T-1000 – Progress (2x12"/CD)
- Tresor 129: Drexciya – Neptune's Lair (2x12"/CD)
- Tresor 130: Drexciya – Fusion Flats (12")
- Tresor 131: Various – Tresor 7.5 (12")
- Tresor 132: Infiniti – Never Tempt Me (2x12"/CD)
- Tresor 133:  DisX3 – Sequenzed Function (12")
- Tresor 134: Diskordia – Mala Mazza (12")
- Tresor 135: Various – Demo Tracks #01 (2x12"/CD)
- Tresor 136: Various – Annex 3 (CD)
- Tresor 137: Drexciya – Hydro Doorways (12")
- Tresor 138: Pacou – State Of Mind (2x12"/CD)
- Tresor 139: Holy Ghost – The Jesus Nut (12")
- Tresor 140: Sender Berlin – Spektrum Weltweit (Remixes) (12")
- Tresor 141: Terrence Dixon – From The Far Future (2x12"/CD)
- Tresor 142: Various – Globus Mix Vol. 4: The Button Down Mind Of Daniel Bell (CD)
- Tresor 143: Sterac – Untitled (12")
- Tresor 144: Subhead – Arucknophobia (12")
- Tresor 145: James Ruskin – Point 2 (2x12"/CD)
- Tresor 146:  Stewart S. Walker – Reformation Of Negative Space EP (12")
- Tresor 147: Karl O’Connor & Peter Sutton – Againstnature (2x12"/CD)
- Tresor 148: Pacou – Fireball (12")
- Tresor 149: Blake Baxter – EP Frequencies / Dream Sequence (12"/CD)
- Tresor 150: Various – Tresor 2000: Compilation Vol. 8 (2x12"/CD)
- Tresor 151: TV Victor – Timeless Deceleration (2xCD)
- Tresor 152: Subhead – Neon Rocka (2x12"/CD)
- Tresor 153: Diskordia – So Big & So Close (12")
- Tresor 154: Dave Tarrida – Scream Therapy (12")
- Tresor 155: Jeff Mills Metropolis 2 (12"/CD)
- Tresor 156: The Advent – 3rd Sketch (12")
- Tresor 157: Matthew Herbert – Mistakes (12")
- Tresor 157: Various – Globus Mix Vol. 5: Metthew Herbert – Letsallmakemistakes (CD)
- Tresor 158: Tobias Schmidt – Destroy (2x12"/CD)
- Tresor 159: Dream Sequence III Feat. Blake Baxter. FM Disko (12")
- Tresor 160: Dream Sequence Feat. Blake Baxter The Collective (2x12"/CD)
- Tresor 161: Dave Tarrida – Paranoid (2x12"/CD)
- Tresor 162: Dave Tarrida – Paranoid (Again) (12")
- Tresor 163: Various – Tresor Compilation Vol. 10: True Spirit (Special Edition) (CD)
- Tresor 164:  Model 500 / Daniel Bell / Cristian Vogel – Sirius Is A Freund (Archiv #01) (12")
- Tresor 165: Bam Bam – Where Is Your Child (Archiv #02) (12")
- Tresor 166: Robert Hood – Master Builder (Archiv #03) (12")
- Tresor 167: DJ Shufflemaster – EXP (2x12"/CD)
- Tresor 168: Kelli Hand – Detroit History Part 1 (2x12"/CD)
- Tresor 169: Fumiya Tanaka – Drive EP (12")
- Tresor 170: Neil Landstrumm – Glamourama EP (12")
- Tresor 171: Savvas Ysatis – Select (2x12"/CD)
- Tresor 172: Ben Sims – Dubs 2 (12")
- Tresor 173: James Ruskin – Into Submission (2x12"/CD)
- Tresor 174: Various – Compilation Vol. 9 (2x12"/CD)
- Tresor 175: DJ Shufflemaster – Angel Gate (12")
- Tresor 176: Fumiya Tanaka – Unknown Possibility Vol. 2 (2x12"/CD)
- Tresor 177: Neil Landstrumm – She Took A Bullet Meant For Me (2x12"/CD)
- Tresor 178: Subhead – Baby Takes Three EP (12")
- Tresor 179: Tobias Schmidt – Real Life (12")
- Tresor 180: Various – Annex 4 (CD)
- Tresor 181: Drexciya –  Harnessed The Storm (2x12"/CD)
- Tresor 182: Drexciya – Digital Tsunami (12")
- Tresor 183: Jeff Mills – Late Night (Archive #04) (12")
- Tresor 184: Dream Sequence Feat. Blake Baxter – Deep N Da Groove (Remix) (12")
- Tresor 185: Various – True Spirit (Part I) (2x12"/3xCD)
- Tresor 186: Various – True Spirit (Part II) (2x12")
- Tresor 188: Angel Alanis & Rees Urban – Bastard Traxx Vol. 1 (12")
- Tresor 189: Sender Berlin – Gestern Heute Morgen (2x12"/CD)
- Tresor 190: Eddie Flashin’ Fowlkes – My Soul (Archiv #05) (12")
- Tresor 191: Dave Tarrida – Plays Records (12")
- Tresor 191: Various – Globus Mix Vol. 6: Dave Tarrida Plays Records (CD)
- Tresor 192: Cristian Vogel – Dungeon Master (2x12"/2xCD)
- Tresor 193: Chester Beatty – A Taste Of Honey (12")
- Tresor 194: Blake Baxter – One More Time (Archiv #06) (12")
- Tresor 195: The Advent – Sketched For Life (2x12"/2xCD)
- Tresor 196:  Shifted Phases – The Cosmic Memoirs Of The Late Great Rupert J. Rosinthrope (2x12")
- Tresor 197: Various – Headquarters Berlin (2x12"/2xCD)
- Tresor 198: Mover, The – Frontal Frustration (2x12"/CD)
- Tresor 199: Angel Alanis & Rees Urban – Present Pair Of Jacks "Full House" (2x12")
- Tresor 200: Scion – arrange & process Basic Channel tracks (CD)
- Tresor 201: House Of Fix, The – 21st Century (12"/2xCD)
- Tresor 202: Chester Beatty – Shot Of Love (12"/CD)
- Tresor 203: Din-St – Club Goods Vol 1 (12")
- Tresor 204: Rumenige – Petrzalka EP (12")
- Tresor 205: Various – Tresor Never Sleeps (CD)
- Tresor 205.5: Various – Tresor Never Sleeps (12")
- Tresor 206: Stewart Walker – Live Extracts (2x12"/CD)
- Tresor 207: Leo Laker – Somos Pocos, Pero Estamos Locos EP (12")
- Tresor 208: Organ Grinder – Life In The Shade (12")
- Tresor 209: Pacou – Last Man Standing EP (12")
- Tresor 211: Cybotron / Model 500 – Alleys Of Your Mind / Off To Battle (12")
- Tresor 212: Various – Tresor Compilation Vol. 12: Illumination (2x12"/CD)
- Tresor 213: Joey Beltram – Beyonder (12")
- Tresor 214: Joey Beltram – The Rising Sun (3x12"/CD)
- Tresor 215: Juan Atkins – The Berlin Sessions (2x12"/CD)
- Tresor 216: Juan Atkins – 20 Years Metroplex: 1985–2005 (2xCD)
- Tresor 217: Todd Bodine – Particles EP (12")
- Tresor 218: Joey Beltram – Live@Womb (CD)
- Tresor 219: Cisco Ferreira – T.R.I.N.I.T.Y. (3x12"/CD)
- Tresor 220: Various – Tresor Compilation Vol. 13: It's Not Over (2x12"/2xCD)
- Tresor 221: Todd Bodine – Surfaces (CD)
- Tresor 222: Bill Youngman – Born EP (12")
- Tresor 223: Jeff Mills – Blue Potential (Live With Montpellier Philharmonic Orchestra)
- Tresor 223: (DVD)
- Tresor 224: Cisco Ferreira – T.R.I.N.I.T.Y. Remixed (12")
- Tresor 225: Dave Tarrida – Gauteng Fever EP (12")
- Tresor 226: Joey Beltram – Code 6 (12")
- Tresor 227: Octave One – Off The Grid (12"/CD/DVD)
- Tresor 228: Tim Wright – Definitely Wrong (12")
- Tresor 244: Vince Watson - Interference EP
- Tresor 246: Pacou - Sense EP
- Tresor 257: S_W_Z_K - The Variant & Empires EP
- Tresor 345: Yazzus – Black Metropolis (12")